# Hitte (Hautes-Pyrénées)
Hitte is een gemeente in het Franse departement Hautes-Pyrénées (regio Occitanie) en telt 125 inwoners (1999). 

## Geografie
De oppervlakte van Hitte bedraagt 2,91 km², de bevolkingsdichtheid is 42 inwoners per km².

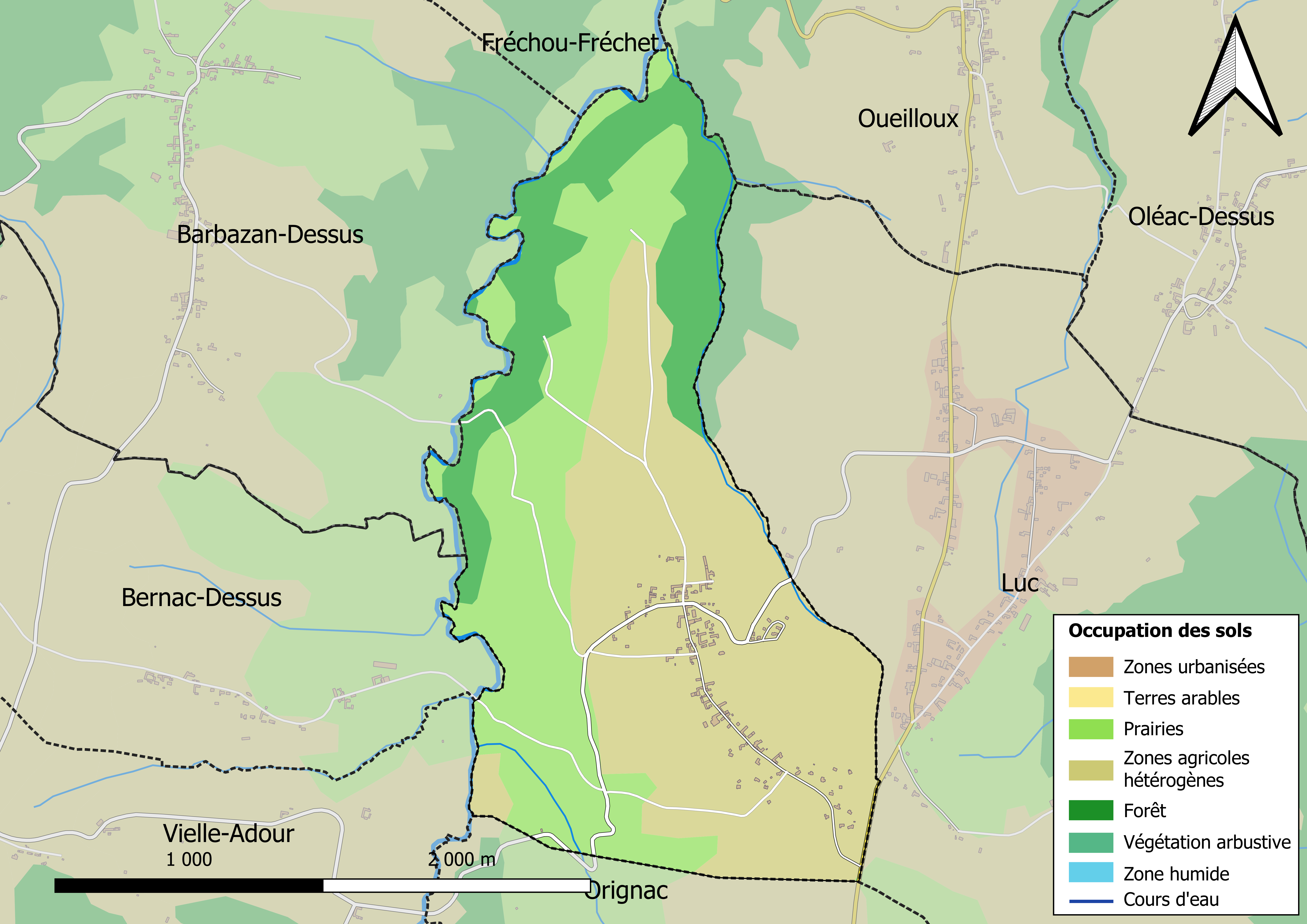
Kaart van de gemeente met belangrijkste infrastructuur, bodemgebruik en omliggende gemeenten

## Demografie
Onderstaande figuur toont het verloop van het inwonertal (bron: INSEE-tellingen).

1. ↑  Populations de référence 2022.